# فرانک اقیانوسیه
فرانک اقیانوسیه (به فرانسوی: Colonies Françaises du Pacifique) یکای پول مستعمرات فرانسه در اقیانوسیه یعنی کالدونیای جدید، پلی نزی فرانسه و والیس و فوتونا است و به ۱۰۰ سانتیم تقسیم می‌شود. نام اختصاری آن CFP سرواژه کلمه (Colonies Françaises du Pacifique) و کد ایزو آن XPF است.
این ارز در ۱۹۴۵ پس از پایان جنگ جهانی دوم جایگزین فرانک فرانسه در بازارهای این سرزمین‌ها شد.

## اسکناس‌ها
| نگاره | نگاره | بها      | اندازه (میلی‌متر) | رنگ | رنگ | رنگ    | شرح                                         | شرح                                 |
| رو    | پشت   | بها      | اندازه (میلی‌متر) | رنگ | رنگ | رنگ    | رو                                          | پشت                                 |
| ----- | ----- | -------- | ---------------- | --- | --- | ------ | ------------------------------------------- | ----------------------------------- |
|       |       | F ۵۰۰    | ۱۲۰ × ۶۶         |     |     | سبز    | پلومریا، یاس تاهیتی                         | کاوا، مرغ بهشتی                     |
|       |       | F ۱,۰۰۰  | ۱۲۶ × ۶۶         |     |     | نارنجی | طوطی کوچک شاخ‌دار، کاگو                      | سفره‌ماهی، لاک‌پشت دریایی             |
|       |       | F ۵,۰۰۰  | ۱۳۲ × ۷۳         |     |     | آبی    | ملوانک، کالسکه‌چی باله‌دراز، ستون و صدف فرفری | ماهی ناپلئون ، مرجان، صدف و مروارید |
|       |       | F ۱۰,۰۰۰ | ۱۳۸ × ۷۳         |     |     | قرمز   | مرکز فرهنگی ژان ماری تیجیبائو، کلبه کاناک   | پارو، کلبه و نخل                    |

## کشورهای دیگر که فرانک یکای پول آنها است
| نام کشور              | یکای پول "فرانک"    |
| --------------------- | ------------------- |
| جمهوری آفریقای مرکزی  | فرانک آفریقای مرکزی |
| بنین                  | فرانک سی‌اف‌ای        |
| بورکینافاسو           | فرانک سی‌اف‌ای        |
| پلی‌نزی فرانسه         | فرانک اقیانوسیه     |
| جیبوتی                | فرانک جیبوتی        |
| چاد                   | فرانک سی‌اف‌ای        |
| رواندا                | فرانک رواندا        |
| ساحل عاج              | فرانک سی‌اف‌ای        |
| سنگال                 | فرانک سی‌اف‌ای        |
| سوئیس                 | فرانک سوئیس         |
| کامرون                | فرانک سی‌اف‌ای        |
| کالدونیای جدید        | فرانک اقیانوسیه     |
| جمهوری کنگو           | فرانک سی‌اف‌ای        |
| جمهوری دموکراتیک کنگو | فرانک کنگو          |
| کومور                 | فرانک کومور         |
| گابن                  | فرانک سی‌اف‌ای        |
| گینه                  | فرانک گینه          |
| گینه استوایی          | فرانک سی‌اف‌ای        |
| گینه بیسائو           | فرانک سی‌اف‌ای        |
| لیختن‌اشتاین           | فرانک سوئیس         |
| مالی                  | فرانک سی‌اف‌ای        |
| نیجر                  | فرانک سی‌اف‌ای        |
| والیس و فوتونا        | فرانک اقیانوسیه     |